# Aditya Chopra
Aditya Yash Chopra (ur. 21 maja 1971) indyjski reżyser, scenarzysta i producent. Syn bollywoodzkiego producenta i reżysera Yasha Chopry i brat aktora Udaya Chopry.
Od 2001 roku był mężem Payal Khanna, ale para rozwiodła się w 2009 roku. Reżyser poślubił indyjską aktorkę Rani Mukerji w roku 2014. Parze urodziła się córka Adira w grudniu 2015 roku.   

## Kariera
Aditya Chopra od najmłodszych lat towarzyszył swojemu ojcu w pracy. W wieku czterech lat samodzielnie wędrował po planie filmowym z ciężkim aparatem fotograficznym na szyi. Już jako nastolatek analizował filmy próbując odkryć dzięki jakim cechom film staje się przebojem. W latach 1989–1991 prowadził notatnik, w którym oprócz opisu filmu wpisywał prognozowaną skalę sukcesu lub porażki danego filmu. Nie mylił się w 80%.
Karierę filmową rozpoczął w roku 1992 jako asystent reżysera u boku swojego ojca przy filmie Strach. To z jego inicjatywy rolę obłąkanego kochanka powierzono jeszcze wtedy mało znanemu Shahrukh Khanowi.
Sławę przyniósł mu film Żona dla zuchwałych. Nie tylko napisał scenariusz lecz również w wieku zaledwie 23 lat wyreżyserował ten bollywoodzki przebój wszech czasów, grany w Indiach nieprzerwanie od premiery do dziś.

## Filmografia

### Reżyser
1. Befikre (2016)
2. Do zakochania jeden krok (2008)
3. Miłość żyje wiecznie (2000)
4. Żona dla zuchwałych (1995)

### Producent
1. Dhoom 3 (2009)
2. Do zakochania jeden krok (2008)
3. Roadside Romeo (2008)
4. Strzeżcie się, ślicznotki! (2008)
5. Thoda Pyaar Thoda Magic (2008)
6. Zabójczy styl (2008)
7. Aaja Nachle: Zatańcz ze mną (2007)
8. Podróż kobiety (2007)
9. Naprzód, Indie! (2007)
10. Tańcz, dziecinko, tańcz! (2007)
11. Tara Rum Pum (2007)
12. Kabul Express (2006)
13. Dhoom 2 (2006)
14. Unicestwienie (2006)
15. Neal i Nikki (2005)
16. Trudna droga do miłości (2005)
17. Bunty i Babli (2005)
18. Veer-Zaara (2004)
19. Dhoom (2004) )
20. Zakochani (2004)
21. Czy chcesz być moim przyjacielem? (2002)
22. Wesele mojej ukochanej (2002)
23. Serce jest szalone (1997)

### Scenarzysta
1. Dhoom 3 (2009)
2. Do zakochania jeden krok (2008)
3. Dhoom 2 (2006)
4. Bunty i Babli (2005)
5. Veer-Zaara (2004)
6. Czy chcesz być moim przyjacielem? (2002)
7. Miłość żyje wiecznie (2000)
8. Serce jest szalone (1997)
9. Żona dla zuchwałych (1995)
10. Parampara (1992)